# Carl Schlatter
Carl Schlatter (1864 – 1934) è stato un chirurgo svizzero.
Fu, assieme all'ortopedico statunitense Robert Bayley Osgood, il primo a descrivere l'osteocondrosi dell'apofisi tibiale anteriore (nota anche come "sindrome di Osgood-Schlatter").
Nel 1897, fu il primo chirurgo ad eseguire con successo una gastrectomia. 